# Lincoln (Oregon, Jackson megye)
Lincoln az Amerikai Egyesült Államok északnyugati részén, Oregon állam Jackson megyéjében, az Oregon Route 66 mentén elhelyezkedő önkormányzat nélküli település. A helység a Cascade–Siskiyou Nemzeti Emlékhely területén fekszik.
Az Oregon Geographic Namesben a Medford Mail-Tribune 1929. szeptember 29-ei cikke alapján az szerepel, hogy a települést az új-angliai Henry család nevezte el a New Hampshire-i Lincolnról, és Oregonban fűrészüzemük volt.

## Fordítás
- Ez a szócikk részben vagy egészben  a   Lincoln, Jackson County, Oregon című angol Wikipédia-szócikk ezen változatának fordításán alapul.  Az eredeti cikk szerkesztőit annak laptörténete sorolja fel. Ez a jelzés csupán a megfogalmazás eredetét és a szerzői jogokat jelzi, nem szolgál a cikkben szereplő információk forrásmegjelöléseként.